# Rodrigo de Jerez

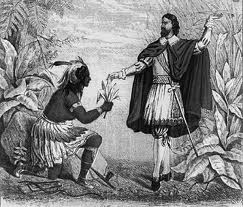
Rodrigo de Jerez

Rodrigo de Jerez era uno de los marinos que navegaron hacia América en la Santa María, en el primer viaje de Colón en 1492. Se le atribuye ser el primer europeo en fumar tabaco. Volvió a Europa en La Niña. Era de Ayamonte.
En octubre de 1492 la tripulación se encontró por primera vez con el tabaco en San Salvador o Guanajaní en las Bahamas. Los nativos se les presentaron con «hojas secas que desprendían una peculiar fragancia».
En noviembre de 1492 De Jerez y Luis de Torres vieron fumar por primera vez, en Cuba. Aparentemente los nativos hicieron rollos de hojas de palma y maíz «a la manera de un mosquetón hecho de papel», con tabaco dentro. Uno encendía un lado y bebía el humo que echaba el otro.
Se cuenta que a su vuelta a España en 1493, Jerez adoptó este hábito y lo introdujo en Ayamonte, pero que fue encarcelado ya que «sólo el diablo podía dar a un hombre el poder de sacar humo por la boca», y que para cuando fue liberado siete años después, sobre el año 1500, la costumbre de fumar se había extendido hasta hoy en día. La veracidad de esta historia no está acreditada.